# Chiesa di San Pancrazio (Genova)
La chiesa di San Pancrazio è un piccolo luogo di culto cattolico situato nell'omonima piazza del centro storico di Genova, nel quartiere della Maddalena, a poca distanza da via Fossatello e via di Sottoripa. Dal 1976 è gestita dal Sovrano Militare Ordine di Malta, che celebra le sue funzioni religiose all'interno della stessa.

## Storia
La prima citazione dell'esistenza in questo luogo di una chiesa intitolata al santo martire romano risale all'anno 1023, quando in un documento del vescovo Landolfo II, riguardante la vicina chiesa di San Marcellino, quella di San Pancrazio è indicata come ad essa confinante.
Un breve di papa Clemente VIII del 24 marzo 1593 la assegnava come parrocchia gentilizia alle famiglie Calvi e Pallavicini.
Per volontà del nobile genovese Camillo Pallavicini, religioso filippino, deceduto a Palermo nel 1644, il 1º luglio 1645 nella chiesa fu istituita la sede genovese della congregazione di San Filippo Neri. Decimata dalla peste nel 1656-1657, la comunità fu ricostituita nel 1659 e si trasferì in un palazzo di via Lomellini, presso il quale a partire dal 1674 i padri filippini costruirono una nuova chiesa intitolata al loro fondatore.
L'originaria chiesa di San Pancrazio fu distrutta nel 1684 dal massiccio bombardamento navale da parte della flotta del Re Sole e fu completamente ricostruita in tardo stile barocco nel XVIII secolo. Il progetto del nuovo edificio si deve all'architetto Antonio Maria Ricca.
Nuovamente devastata dai bombardamenti aerei nel corso della seconda guerra mondiale e restaurata nell'immediato dopoguerra, dal 1976 è affidata alla Delegazione di Genova e Liguria del Sovrano Militare Ordine di Malta, che celebra le sue funzioni religiose all'interno della stessa. Nei locali adiacenti alla chiesa si trovano la sede della Delegazione e, dal 1993, il suo poliambulatorio specialistico, dove vengono effettuate migliaia di visite mediche ogni anno.

## Descrizione

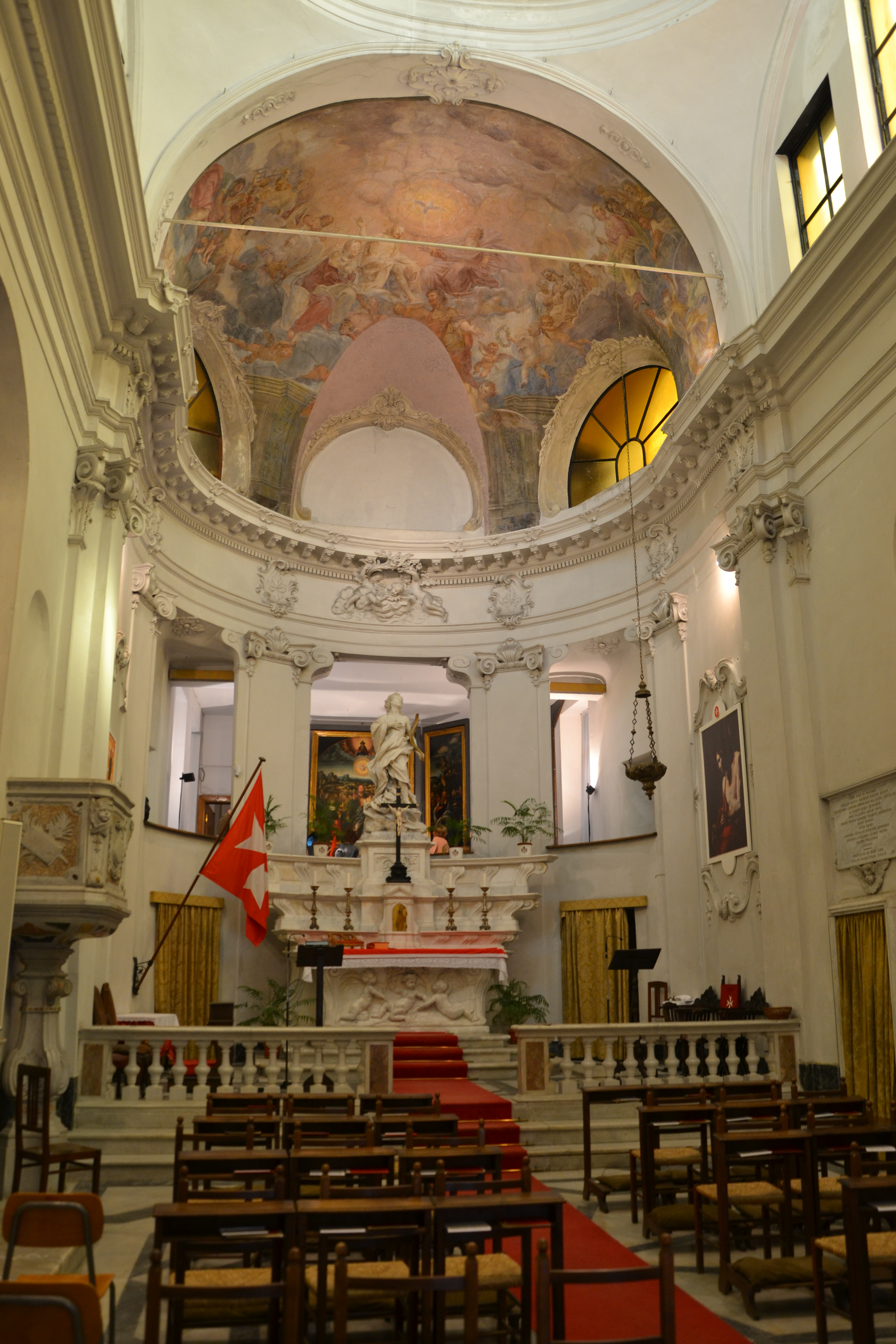
Il presbiterio

La facciata, di forma semicircolare, presenta quattro lesene che terminano con capitelli fitomorfi e tre finestroni semicircolari nella parte alta. L'interno ha un unico vano con le pareti perimetrali anch'esse scandite da lesene, sormontato da un'alta cupola e decorato con diversi elementi pittorici e scultorei.
Gli affreschi dell'abside, che raffigurano San Pancrazio portato in cielo dagli angeli, sono opera del bolognese Giacomo Antonio Boni.
Le principali opere d'arte sono il trittico raffigurante episodi della vita di san Pancrazio, databile all'inizio del XVI secolo ed attribuito al pittore fiammingo Adriaen Isenbrant, smembrato nel 1691 e recentemente ricomposto dietro l'altare maggiore dopo un intervento di restauro e le statue di San Pancrazio, opera seicentesca di Filippo Parodi, e della Madonna della Misericordia di Francesco Maria Schiaffino (XVIII secolo).